# Zügelgurtbrücke

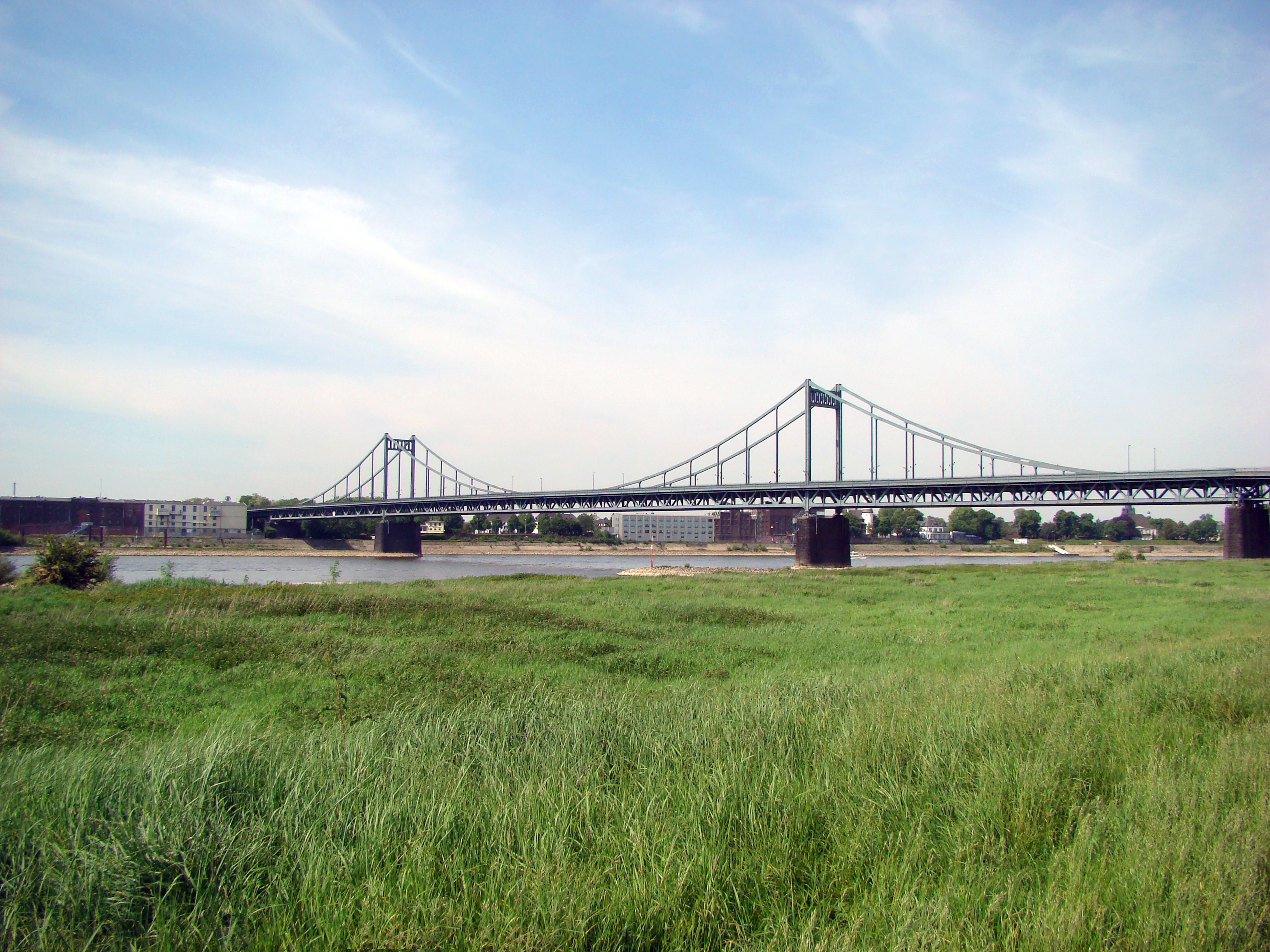
Krefeld-Uerdinger Brücke

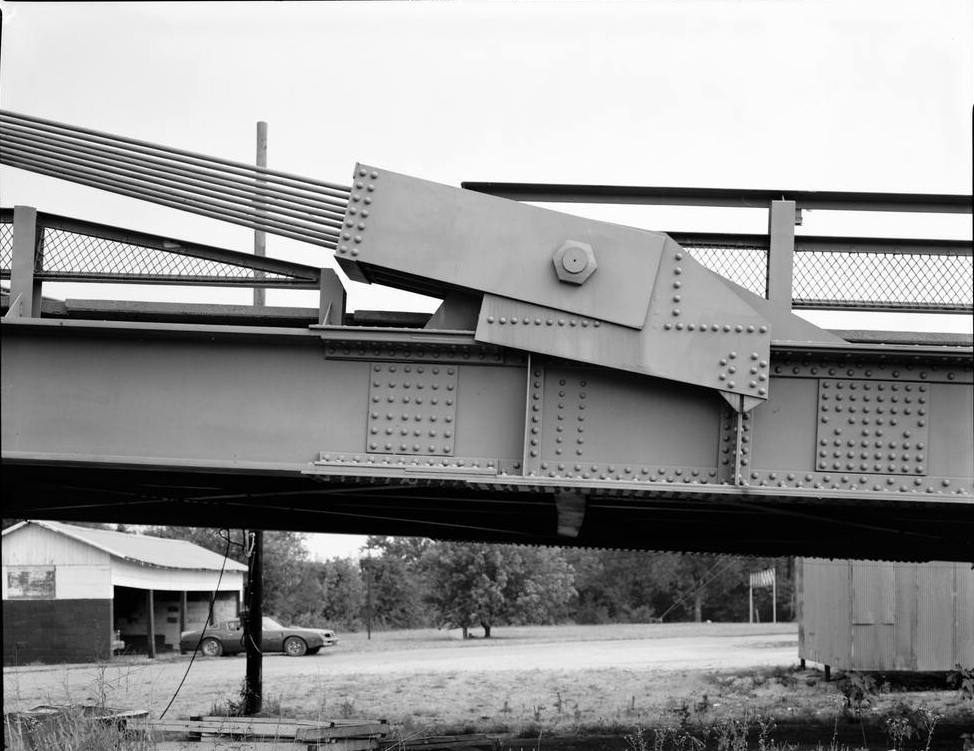
Beispiel einer Verankerung am Fahrbahnträger (Hutsonville Bridge 1939–1988, Illinois, USA)

Mit Zügelgurtbrücke, auch unechte Hängebrücke genannt, wird typischerweise eine Hängebrücke bezeichnet, in der das Tragseil nicht in Ankerblöcken im Baugrund befestigt, sondern mit dem Fahrbahnträger verbunden ist. Die Horizontalkomponente der Zugkraft in den Tragseilen wird dadurch als Druckkraft auf den Fahrbahnträger übertragen, die vertikale Komponente der Zugkraft wird durch sein Gewicht ausgeglichen. Es sind daher kräftige und von einem zum anderen Ende durchlaufende Fahrbahnträger erforderlich. Andererseits sind für den vergleichsweise schweren Fahrbahnträger auch tragfähigere und damit schwerere Seile und Pylonen notwendig. Diese Bauform wurde dort eingesetzt, wo der Baugrund nicht ausreichend fest erschien, um die auf die Ankerblöcke wirkende horizontale Zugkraft aufzunehmen.

## Beispiele

### Hängebrücken
- Krefeld-Uerdinger Brücke, Hängebrücke, 1936
- zweite Reichsbrücke Wien, Hängebrücke, 1937
- Friedrich-Ebert-Brücke (Duisburg), Hängebrücke, 1954
- Paseo Bridge, Hängebrücke, 1954–2010
- Konohana-Brücke, Hängebrücke 1990

### Schrägseilbrücken
Auch bei Schrägseilbrücken wird die Bezeichnung verwendet, wenn die Schrägseile zu einem Gurt gebündelt sind:
- Büchenauer Brücke, Bruchsal, 1956
- Brücke Jülicher Straße, Düsseldorf, 1963
- Verschiedene von Riccardo Morandi erbaute Schrägseilbrücken:
  - Maracaibo-Brücke, 1962
  - Polcevera-Viadukt, 1967
  - Brücke über das Wadi al-Kuf, 1971
  - alte Puente Pumarejo, 1974
- Donaubrücke Metten, 1981[3]
- Flößerbrücke, Frankfurt am Main, 1984[4]
- Ludwig-Erhard-Brücke, Ulm, 1989
- Löwenbrücke, Bamberg, 2009
- neue Linzer Eisenbahnbrücke, 2021

### Brücken mit Fachwerkträger
Auch bei einigen Fachwerkbrücken wird von Zügelgurtbrücke gesprochen.
- Glienicker Brücke, Stahlbrücke mit Fachwerk zwischen Versteifungsträger und Obergurt, 1907